# Brodek ucięty
Brodek ucięty (Tortula truncata (Hedw.) Mitt.) – gatunek mchu należący do rodziny płoniwowatych (Pottiaceae Schimp.). 

## Rozmieszczenie geograficzne
Występuje w Ameryce Północnej (Kanada, Stany Zjednoczone), na południu Ameryki Południowej, w Europie, Azji, północnej Afryce, na wyspach Oceanu Atlantyckiego, Nowej Zelandii i Australii. W Polsce podawany m.in. z Gorców i obszaru województwa śląskiego.

## Morfologia
GametofitListki odwrotnie jajowate do łopatkowatych. Wierzchołek ostry lub sporadycznie zaokrąglony
SporofitSeta długości 2,5–4(6) mm. Perystomu brak.
ZarodnikiZarodniki kuliste, o rozmiarach 25–30 µm.

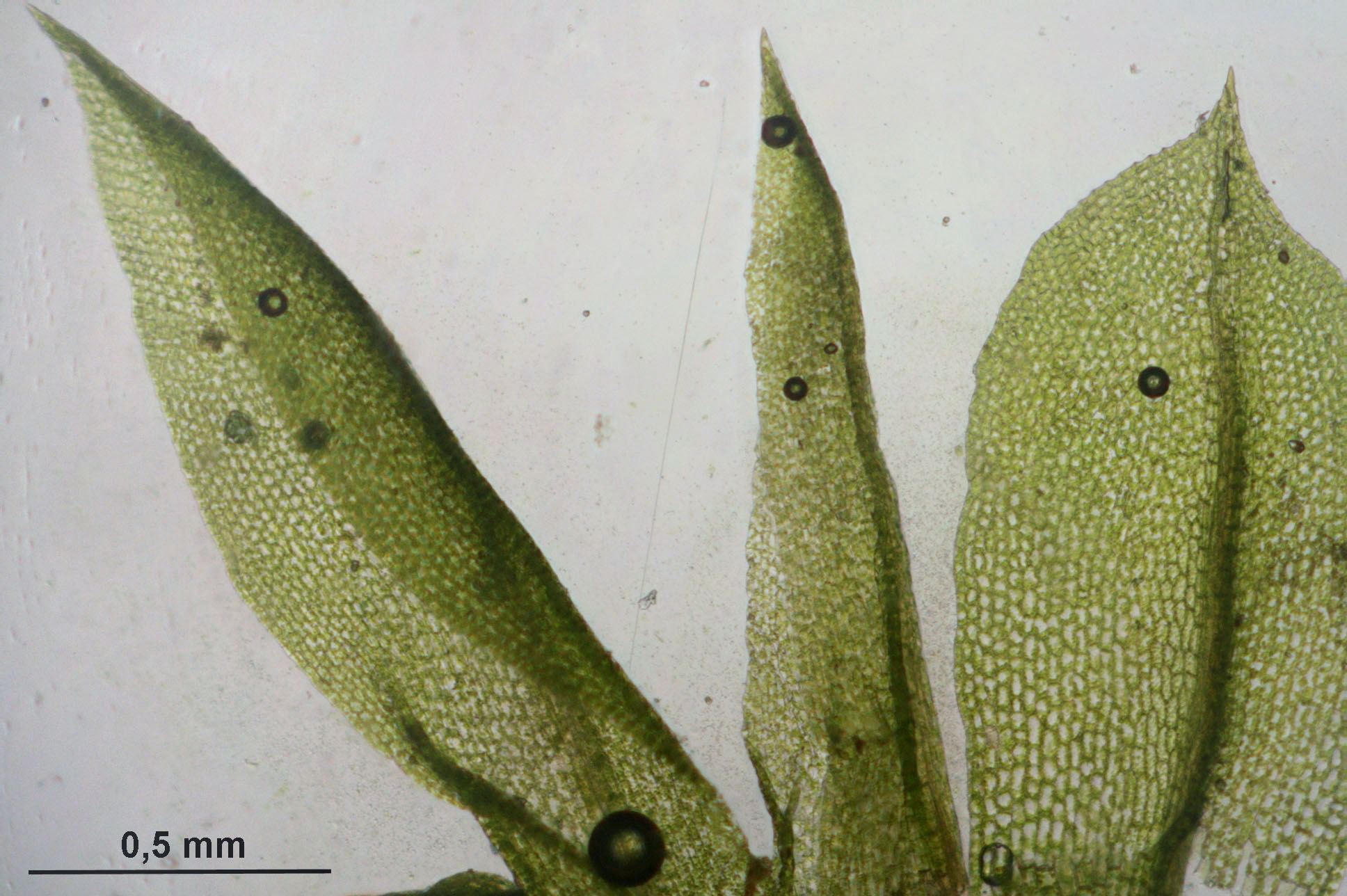
Listki
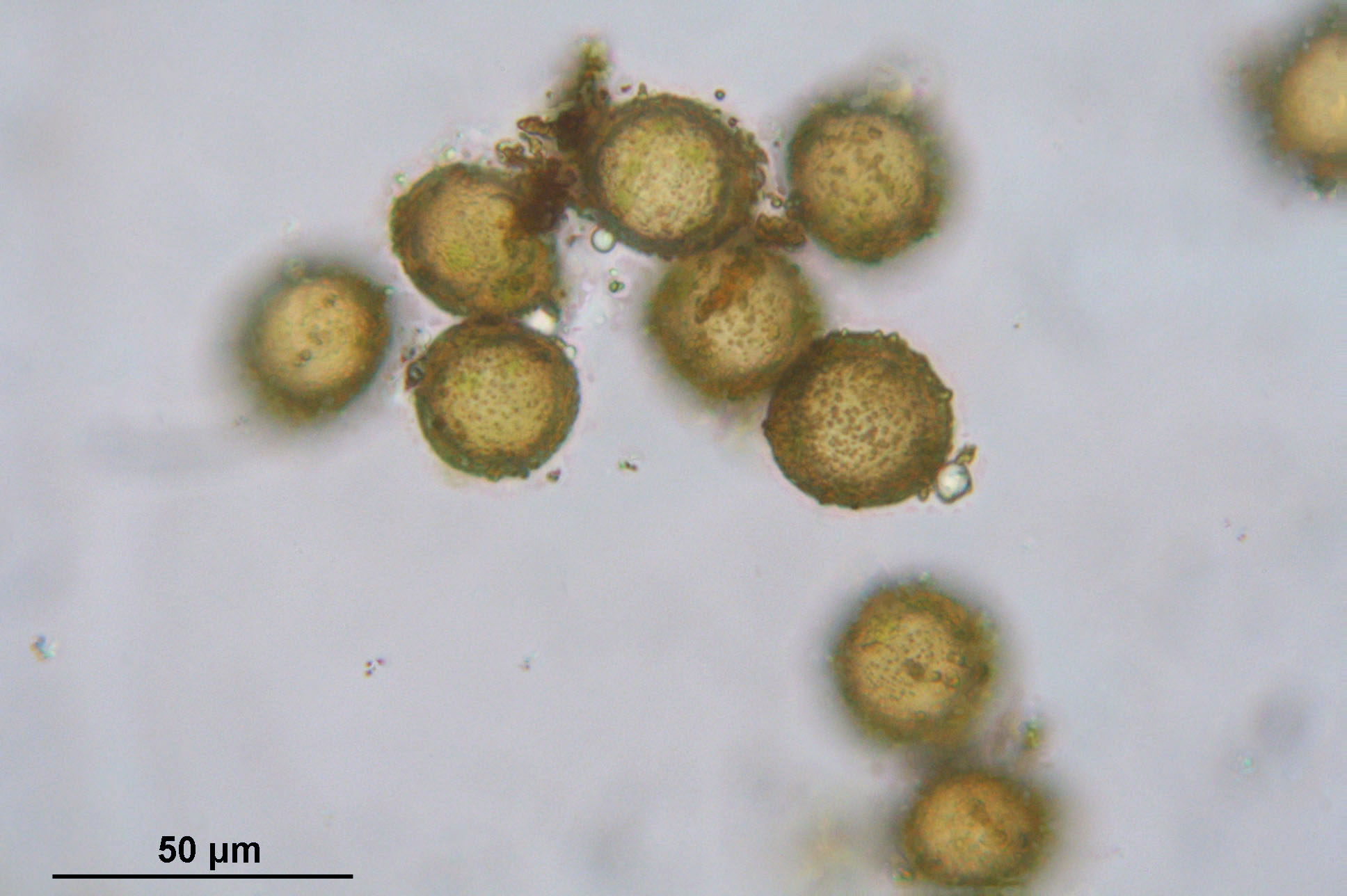
Zarodniki

## Systematyka i nazewnictwo
Synonimy: Gymnostomum truncatum Hedw., Pottia truncata (Hedw.) Bruch & Schimp.

## Zagrożenia
Gatunek wpisany na czerwoną listę mszaków województwa śląskiego z kategorią zagrożenia LC (najmniejszej troski, stan na 2011 r.), w Czechach: LC (2005 r.).